# Lauren Winfield-Hill
Lauren Winfield-Hill (* 16. August 1990 in York, Vereinigtes Königreich als Lauren Winfield) ist eine englische Cricketspielerin die seit 2013 für die englische Nationalmannschaft spielt.

## Aktive Karriere
Ihr Debüt in der Nationalmannschaft gab sie im Juli 2013 bei der Tour gegen Pakistan, bei der sie jeweils ihr erstes WODI und WTwenty20 absolvierte. Ihren ersten Test absolvierte sie im August 2014 bei der Tour gegen Indien. Im September konnte sie gegen Südafrika mit 74 Runs im dritten WTwenty20 ihr erstes Fifty erreichen und wurde dafür als Spielerin des Spiels ausgezeichnet.
Ihren Durchbruch hatte sie im Jahr 2016. Zunächst wurde sie nicht für den ICC Women’s World Twenty20 2016 nominiert. Im Juni des Jahres konnte sie gegen Pakistan ihr erstens Century über 123 Runs aus 117 Balls. In den WTwenty20s der Tour konnte sie noch zwei weitere Half-Centuries über 74 und 63 Runs hinzufügen. Für letzteres wurde sie als Spielerin des Spiels ausgezeichnet. Im Oktober erzielte sie zwei weitere Half-Centuries in der WODI-Serie (79 und 51 Runs). In der daran anschließenden Tour in Sri Lanka konnte sie dann noch ein weiteres Fifty über 51 Runs hinzufügen. In einem Aufwärmspiel für den Women’s Cricket World Cup 2017 verletzte sie sich am Handgelenk und musste das erste Spiel pausieren, bevor sie an den weiteren Spielen teilnahm und mit dem Team die Weltmeisterschaft sicherte.
Nach der Tour in Australien im Herbst 2017 verlor sie ihre Position der Eröffnungs-Batterin im Team und wurde im WTwenty20 teils weit heruntergestuft in der Batting-Order. Im Oktober wurde bei ihr Morbus Crohn diagnostiziert. In der Folge konnte sie sich nach Einstellung ihrer Medikation wieder im Team etablieren.

## Privates
Sie heiratete ihre Partnerin Courtney Hill, eine Cricket- und Rugby-League-Spielerin, im März 2020.